# Diaphone sylviana
Diaphone sylviana là một loài bướm đêm trong họ Noctuidae.